# Iouri Lissianski
 (août 2020).
Si vous disposez d'ouvrages ou d'articles de référence ou si vous connaissez des sites web de qualité traitant du thème abordé ici, merci de compléter l'article en donnant les références utiles à sa vérifiabilité et en les liant à la section « Notes et références ».
Iouri Fedorovitch Lissianski (en russe : Ю́рий Фёдорович Лися́нский), né le 2 août 1773 (13 août dans le calendrier grégorien) à Nejine et mort le 22 février 1837 (6 mars dans le calendrier grégorien) à Saint-Pétersbourg, est un navigateur et explorateur d’origine ukrainienne, capitaine de premier rang.

## Biographie
Né dans la famille d’un prêtre orthodoxe, Iouri Lissianski poursuit ses études au corps des cadets de la Marine où il se lie d’amitié avec Johann Adam von Krusenstern. Il participe à la guerre russo-suédoise de 1788-1790 puis sert dans la flotte de la Baltique. De 1793 à 1799 Lissianski sert dans la flotte anglaise afin de parfaire sa formation.
De 1803 à 1806 il commande le Neva de la Compagnie russe d'Amérique prend part au premier voyage autour du monde d’une expédition russe menée par Krusenstern (à bord du Nadejda). Partis de Kronstadt l’expédition se scinde à Hawaï, Lissianski se dirigeant alors vers la Russie d’Amérique. Pour ses découvertes, Lissianski reçoit l’ordre de Saint-Vladimir de 3e classe.

## Hommages
L'île inhabitée de Lisianski faisant partie des îles hawaïennes du Nord-Ouest (Monument national marin de Papahānaumokuākea) porte son nom, depuis sa découverte lors de son passage avec le Neva le 15 octobre 1805. Plusieurs autres lieux géographiques, dont une péninsule de l’île Baranof (Alaska) portent le nom de Lisianski.

## Œuvres
(en) Yuri Lisyansky, A Voyage Round the World in 1803, 4, 5 & 6 in the Ship Neva, Londres, Longman, Hurst, Rees, Orme, and Brown., 1814 (lire en ligne)